# Juhani Pietarinen
Veli Juhani Pietarinen, född 16 december 1938 i Idensalmi, död 7 augusti 2018 i Helsingfors, var en finländsk filosof.
Pietarinen var forskningsassistent vid Finlands Akademi 1966–1971, blev filosofie doktor 1972 på en avhandling om induktiv logik, var tillförordnad professor i filosofi vid Jyväskylä universitet 1972, vid Åbo universitet 1973–1975 och ordinarie professor i praktisk filosofi vid Åbo universitet 1976–2002. Han var gästforskare vid Salzburgs universitet 1970 och 1988. 
Pietarinen ägnade sig åt filosofins historia, främst Platons och Baruch Spinozas filosofi, och åt moral- och samhällsfilosofi. Han var en av Finlands ledande representanter för medicinsk etik och miljöetik. Vissa av hans arbeten vände sig till en större allmänhet och bidrog till att öka intresset för filosofi i Finland. Han var också en framgångsrik lärare, och flera av hans elever har avancerat till professorer i filosofi eller medicinsk etik vid finländska universitet. 
Pietarinen utgav Lawlikeness, Analogy, and Inductive Logic (1972), Ilon filosofia (1992), Platonin filosofia (2001) och ett antal vetenskapliga artiklar. Han redigerade böckerna Perspectives on Human Conduct (tillsammans med Lars Hertzberg 1988) och Philosophy and Biodiversity (tillsammans med Markku Oksanen 2004).